# Сен-Луи (область)
Сен-Луи́ (фр. Saint-Louis, волоф Ndar) — область на севере Сенегала. Административный центр — город Сен-Луи. Другие крупные города — Ришар-Толь, Дагана, Подор, Ндиум, Росо. Площадь — 19 044 км², население — 890 300 человек (2010 год).

## География
На юго-востоке граничит с областью Матам, на юго-западе с областью Луга, на севере с Мавританией по реке Сенегал. На западе выходит к Атлантическому океану.
На океанском побережье находится главный город области — порт Сен-Луи. Вблизи этого города находится национальный орнитологический парк Джудж, место обитания множества различных видов птиц.

## Административное деление
Административно область подразделяется на 3 департамента:

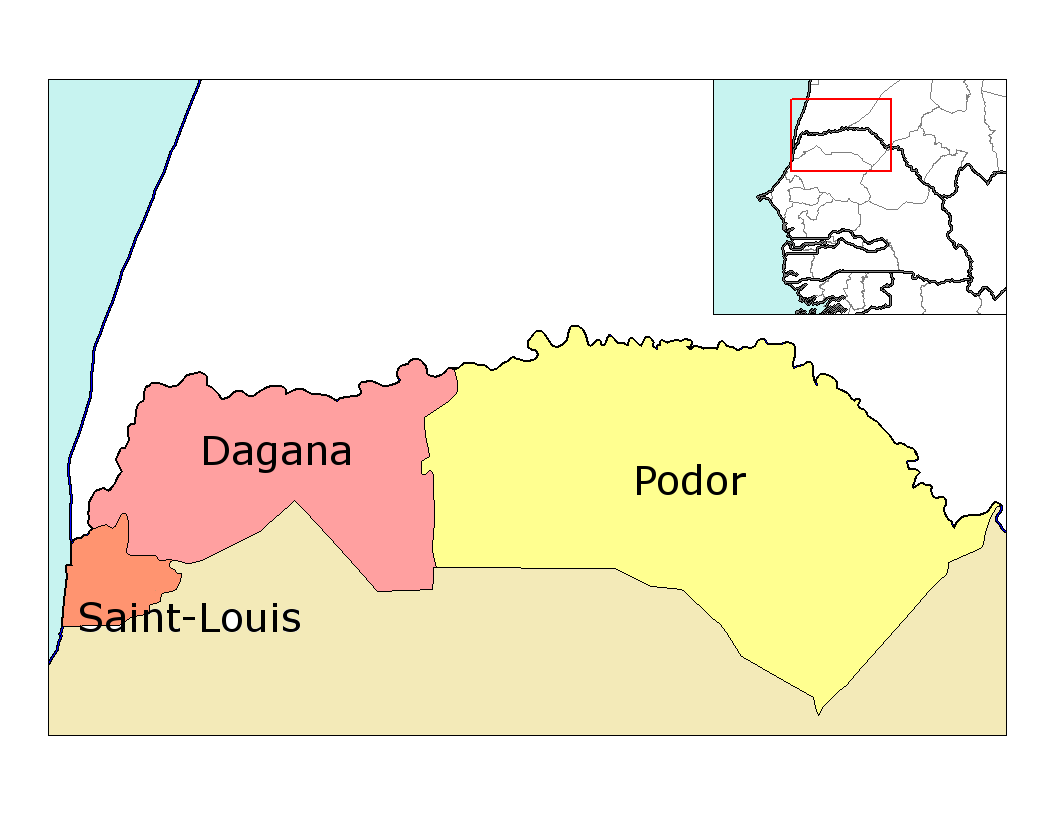
Департаменты области

- Дагана
- Подор
- Сен-Луи